# Dim Mak Records
Dim Mak Records est un label discographique de musique électronique fondé par le disc jockey américain Steve Aoki.
Le label a notamment produit The Bloody Beetroots, MSTRKRFT, Étienne de Crécy, Mustard Pimp, Atari Teenage Riot ou bien Fischerspooner.

## Artistes au catalogue

### En cours
- Steve Aoki
- Deorro
- The Chainsmokers
- Andy's iLL
- Angger Dimas
- All Leather
- Armand Van Helden
- Atari Teenage Riot
- Autoérotique
- The Bloody Beetroots
- Coone
- Dada Life
- Dan Sena
- Datsik
- The Deadly Syndrome
- Etienne de Crecy
- Felix Cartal
- Fischerspooner
- From Monument to Masses
- Garmiani
- GTRONIC
- Haezer
- Herve
- Infected Mushroom
- J Devil
- J.Rabbit
- Killbot
- Keys N Krates
- Little Boots
- Machines Don't Care
- MOTOR
- MSTRKRFT
- Mustard Pimp
- MyBack
- New Ivory
- Pase Rock
- PeaceTreaty
- Rob Roy
- Sandro Silva
- Scanners
- Seductive
- Shadow Dancer
- Shinichi Osawa
- Shitdisco
- Sick boy
- SonicC
- Sound of Stereo
- Spencer and Hill
- Stereoheroes
- Tai
- Villains
- Weird Science
- White Trash
- Willowz
- Zuper Blahq
- Zedd

### Anciens
- Battles
- Blasterjaxx
- Bloc Party
- Dance Disaster Movement (DDM)
- Datarock
- SPA
- The Deadly Syndrome
- Die Monitr Batss
- Dimitri Vegas & Like Mike
- Foreign Born
- Gossip
- The Icarus Line
- I Wish I
- Joachim Garraud
- The Kills
- Kill Sadie
- Miracle Chosuke
- Mystery Jets
- Neon Blonde
- Oh no Oh my
- Pony Up
- The Rakes
- Sean Na Na
- Them Jeans
- The Von Bondies
- Whirlwind Heat
- Whitey
- Zeds Dead